# 克萊斯頓·海瑞克·海尼根

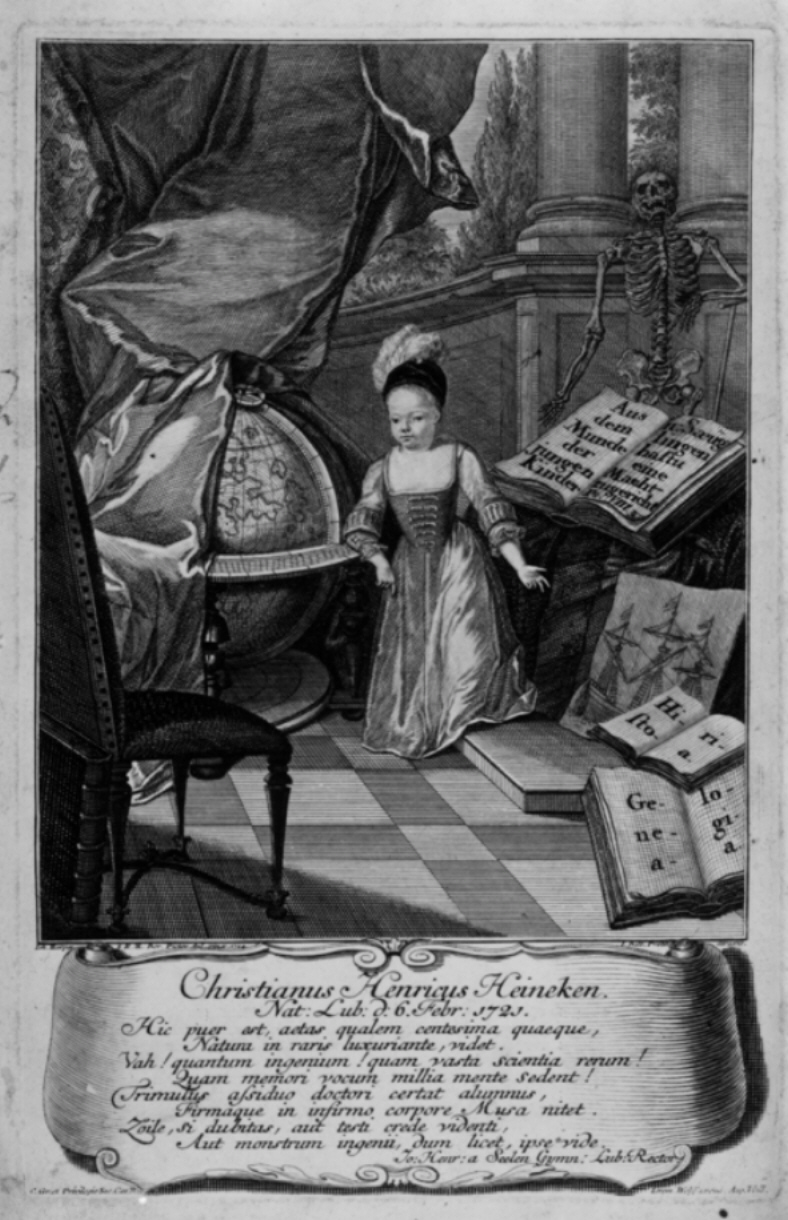
18世紀時Johann Balthasar Probst為克萊斯頓·海因利希·海尼根製作的板畫。

克萊斯頓·海因利希·海尼根（德語：Christian Heinrich Heineken，1721年2月6日—1725年6月27日），德國呂貝克人，所以又稱「呂貝克神童」，據其出生地的传说，他出生後數小時便能發出聲音，兩個月大就會坐，還會說德語。因此，一歲時他的父親向他誦讀《摩西五經》，兩至三歲時再給他唸《聖經》的舊約與新約部份。當他三歲時，就陪伴他的兄弟學習歷史與地理。他的父親本身會說拉丁語與法語，因此小小的克萊斯頓也會說一點法語和拉丁語。
人們從各地前來見他，而丹麥國王腓特烈四世（Frederick IV of Denmark）於1724年在哥本哈根召見他，以證實他是否真如其所听到的那般神奇。这次会面后不久，小海尼根便患了乳糜瀉，他预言自己将于四歲時死亡。

## 外部連結
- 德國的天才BB （页面存档备份，存于）